# Sara Salander
Sara Salander, född 12 september 1980, är en svensk lärare och författare. Hon har fått litteraturstöd av Statens kulturråd för viktiga barn- och ungdomsböcker. 